# Persiwa Wamena
El Persiwa Wamena es un equipo de fútbol de Indonesia que juega en la Liga Indonesia, la liga de fútbol más importante del país.
Fue fundado en el año 1925 en la ciudad de Wamena, en Papúa y se les conoce como Highlanders porque su sede está cerca de la Montaña Jayawijaya, uno de los lugares más altos del país. Nunca ha sido campeón de Liga, lo más cerca de uno título ha sido un subcampeonato en la Temporada 2009. Tampoco ha sido campeón de Copa Local.
A nivel internacional ha participado en 1 torneo continental, en la Copa de la AFC del año 2010, donde fue eliminado en la fase de grupos por el South China AA de Hong Kong, el Muanthong United de Tailandia y el VB Sports de Maldivas.

## Participación en competiciones de la AFC
- Copa de la AFC: 1 aparición

2010 - Fase de grupos
| Temporada | Torneo         | Ronda          |                         | Club             | Casa | Visita |
| --------- | -------------- | -------------- | ----------------------- | ---------------- | ---- | ------ |
| 2010      | Copa de la AFC | Fase de grupos | Bandera de las Maldivas | VB Sports        | 2–3  | 4–0    |
|           |                | Fase de grupos | Bandera de Hong Kong    | South China AA   | 0–2  | 6–3    |
|           |                | Fase de grupos | Bandera de Tailandia    | Muanthong United | 2–2  | 4–1    |

## Jugadores destacados
| - Mariano Sorrentino - Daniel Mitwali - Christian Desire Kono - Li Haoyuan - Lumineau Benoit - Sunday Seah - Tariq Chaoui - Kughegbe Onorionde John - Sasa Zecevic - Asmar Abu - Arifin - Adi Gunawan - Yohanes Kabagaimu - Albertho Aaron Mamgbrasar | - Timotius Motte - Alfredo Raynald Puraro - Herman Runtini - Anton Samba - Ikfret Fransiskus So - Martinus Ardiles Tauruy - Anakletus Way - Tutug Widodo - Charles Rustama Woof (RIP) |

## Entrenadores Desde el 2004
| Periodo   | Nombre           |
| --------- | ---------------- |
| 2004–2008 | Djoko Susilo     |
| 2008–2009 | Suharno          |
| 2009-2009 | Djoko Susilo     |
| 2009–2010 | Zainal Abidin    |
| 2010–2011 | Suharno          |
| 2011-     | Gomes de Olivera |